# Mauro Macario
Pour les articles homonymes, voir Macario.
Mauro Macario, né le 21 février 1947 à Santa Margherita Ligure (Ligurie), est un réalisateur, dramaturge, poète, essayiste et romancier italien.

## Biographie
Né de l'union entre Erminio Macario et Giulia Dardanelli, Mauro fréquente l'école d'art dramatique du Piccolo Teatro di Milano en 1963-1964 (Ruggero Jacobbi était l'un de ses professeurs) puis devient assistant réalisateur de Bruno Corbucci pour sept films entre 1969 et 1971. En 1975, il met en scène son seul film, La Merde, sur la crise d'un jeune homme de bonne famille confronté à la drogue, d'après son propre scénario. Il n'a été projeté qu'en nombre limité ; Macario s'est tourné vers le théâtre, pour lequel il a également écrit (Licenza di ridere est dédié à son père). Il a également publié une monographie sur ses parents et s'est surtout occupé de formats musicaux pour la Rai. En 1980, il a publié l'album musical Amoropolis et, depuis 1990, il se consacre à l'écriture de poèmes, d'essais et de romans.

## Filmographie

### Réalisateur
- 1975 : La Merde (Perché si uccidono)

### Assistant réalisateur
- 1970 : Nel giorno del Signore (it) de Sergio Corbucci
- 1970 : Bolidi sull'asfalto a tutta birra! (it) de Sergio Corbucci
- 1970 : Deux Corniauds dans la brousse (Due bianchi nell'Africa nera) de Sergio Corbucci
- 1971 : La Grosse Combine (Il furto è l'anima del commercio!?...) de Sergio Corbucci
- 1971 : Deux Trouillards pistonnés (Io non spezzo... rompo) de Sergio Corbucci
- 1971 : Quand les femmes étaient femelles (Quando gli uomini armarono la clava e... con le donne fecero din don) de Sergio Corbucci
- 1974 : Ciak si muore de Mario Moroni

### Acteur
- 1963 : Avventura al motel de Renato Polselli

## Théâtre
- La moglie ebrea, da Terrore e miseria del Terzo Reich di Bertolt Brecht, Associazione Maschera Club, al teatro Tys del Psdi, Milano (1964)
- La fanciulla da marito di Eugène Ionesco (1964)
- Anche l'alba si fracassa di Flavio Bonacci (1964)
- Licenza di ridere di M. Macario. Teatro Tenda Bussoladomani, Lido di Camaiore (1977)
- Da quale mondo vieni? di Mauro Macario, Peter Kolosimo, Lino Aldani; Compagnia Mauro Macario - Teatro della Fantascienza - Teatro Erba, Torino (1978)
- Gran bontà della vita tratto da Quattro commedie per la rivoluzione nera di LeRoi Jones. Compagnia Teatro del Salto al teatro Nuovo di Torino (1979)
- Oplà giochiamo insieme di M. Macario, Compagnia Erminio Macario, Teatro Macario, Torino (1979)
- Macario, il sogno di una maschera- di Mauro Macario, Compagnia "I Passatisti" (2010)
- Alma Matrix di Léo Ferré, Compagnia "I Passatisti" (2011)
- Una stagione all'inferno dall'opera omonima di Arthur Rimbaud (2013)

## Discographie
- 1979 : Amoropolis, Durium

## Publications littéraires

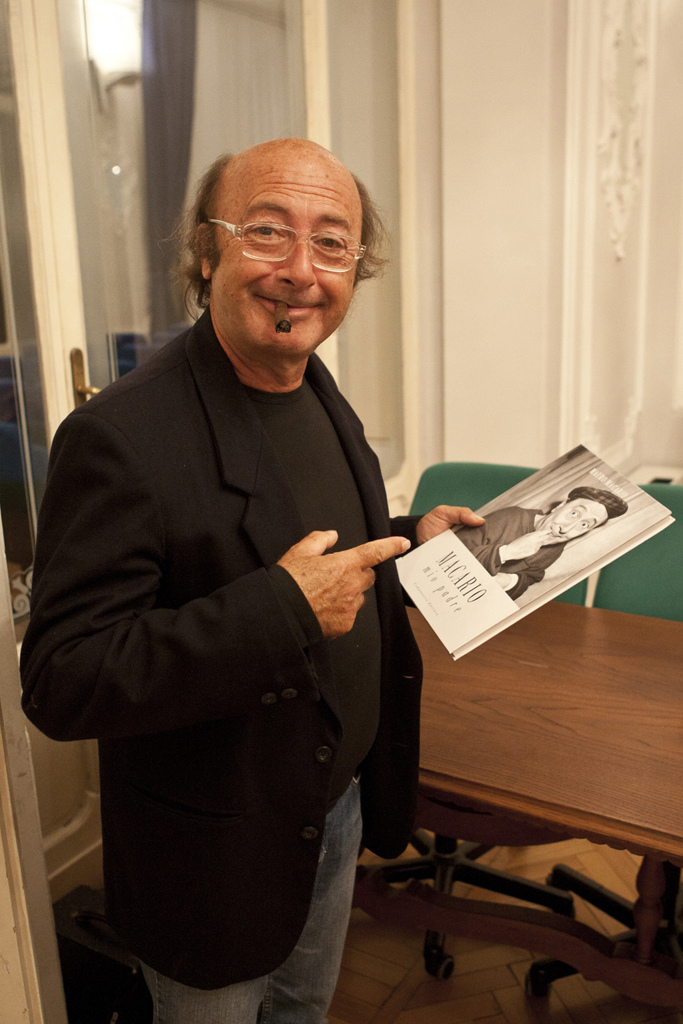
Mauro Macario avec un ouvrage présentant son père Erminio à la main.

### Poésie
- Le ali della jena: poema, presentazione di Léo Ferré, Bergamo,P. Lubrina, 1990.
- Crimini naturali, prefazione di Lucio Klobas, Castel Maggiore, Book, 1992.
- Cantico della resa mortale, prefazione di Giuseppe Pederiali, Castel Maggiore, Book, 1994.
- Silenzio a Occidente, prefazione di Francesco De Nicola, Genova, Liberodiscrivere, 2007.
- La screanza, prefazione di Rodolfo Di Biasio, Genova, Liberodiscrivere, 2012.
- Metà di niente, prefazione di Francesco De Nicola, Pasturana, Puntoacapo, 2014.
- Le trame del disincanto: tutte le poesie 1990-2017, prefazione di Francesco De Nicola, nota critica di Emanuele Andrea Spano, Pasturana, Puntoacapo, 2017
- Alphaville, prefazione di Paolo Gera, Pasturana, Puntoacapo, 2020.
- L'opera nuda: poesie, prefazione di Anna Leone, intervista all'autore di Roberta Petacco, Pasturana, Puntoacapo, 2021.
- Piccole infinitudini, prefazione di Viviane Ciampi, Pasturana, Puntoacapo, 2022.
- Il rumore della nebbia, prefazione di Marco Ercolani, Alessandria, Puntoacapo, 2023.

### Roman
- Ballerina di fila Aliberti Editore, 2004,  (ISBN 978-88-7424-047-0); poi Pasturana, Puntoacapo, 2021.

### Essais
- Leo Ferré, il cantore dell'immaginario, antologia e prefazione a cura di Mauro Macario, traduzioni di Enrico Médail, Giuseppe Gennari. Elèuthera, prima ediz. 1994, seconda ediz. 2003,  (ISBN 8885861-47-4)
- Léo Ferré, L'arte della rivolta, antologia e prefazione a cura di Mauro Macario, traduzioni di E.Médail, G.Gennari, G.Armellini, F. Tranquilli, L. Matricardi, M. Macario. Selene edizioni, 2003,  (ISBN 88-86267-61-4)
- Léo Ferré "Alma Matrix" traduzione e prefazione di Mauro Macario, immagini di Giuseppe Gilardi, disegno di Serge Arnoux, e una nota di Gino Paoli (liberodiscrivere edizioni, 2011)  (ISBN 978-88-7388-321-0)
- Ferré e gli altri (Storia e testimonianze del Festival Ferré), libro collettivo a cura di Enrico de Angelis (edizioni Nda, 2014)  (ISBN 978-88-89035-86-3)
- Macario, un comico caduto dalla luna Baldini&Castoldi, 1998,  (ISBN 978-88-8089-527-5);
- Macario, mio padre Campanotto editore, 2007,  (ISBN 978-88-456-0503-1)
- Fabrizio De André in volo per il mondo (Mori editore, 2001).  (ISBN 978-88-86561-05-1)
- Volammo davvero a cura di Elena Valdini, Fondazione Fabrizio De André, libro collettivo, Bur 2007  (ISBN 978-88-17-01503-5)
- L'imbiancatura del corvo, opere e monografia di Piero Colombani. Scritti visionari di Mauro Macario. Caleidoscopio edizioni, 2008.  (ISBN 88-95292-04-9)
- La danza immobile fotografie di Giuseppe Gilardi, frammenti poetici di Mauro Macario. (Liberodiscrivere edizioni, 2008)  (ISBN 978-88-7388-176-6)